# Африкански морски ангел
Африканският морски ангел (Squatina africana) е вид акула от семейство Морски ангели (Squatinidae).

## Разпространение и местообитание
Видът е разпространен в Мавриций, Мадагаскар, Мозамбик, Танзания и Южна Африка (Източен Кейп и Квазулу-Натал).
Обитава крайбрежията и пясъчните дъна на океани и морета в райони със субтропичен климат. Среща се на дълбочина от 64 до 494 m, при температура на водата от 6,5 до 22,8 °C и соленост 34,5 — 35,3 ‰.

## Описание
На дължина достигат до 1,1 m.